# Søren Pape Poulsen
Søren Pape Poulsen (Bjerringbro, 31 december 1971 – Odense, 2 maart 2024) was een Deens politicus en vanaf 2014 tot aan zijn dood in 2024 leider van de Konservative Folkeparti. Hij was sinds 2015 lid van het Folketing, het Deense parlement.

## Biografie
Søren Pape Poulsen werd opgevoed door pleegouders nadat hij als baby in een weeshuis was beland. Na de middelbare school volgde hij een beroepsopleiding tot expediteur en een lerarenopleiding die hij echter niet voltooide. Hij was als expediteur werkzaam op de luchthavens van Billund en Aarhus en werkte ook op scholen in Bjerringbro en Viborg.
In 1987 sloot hij zich aan bij de jongerenafdeling van de liberaal-conservatieve Konservative Folkeparti (KF). Hij werd in 2001 gekozen in de gemeenteraad van Bjerringbro en zetelde na de gemeentelijke herindeling van 2007 in de gemeenteraad van Viborg. Na zijn overwinning tijdens de lokale verkiezingen van 2009 werd Pape Poulsen op 1 januari 2010 benoemd tot burgemeester van Viborg. In dit ambt werd hij in 2013 herkozen.
Toen landelijk partijvoorzitter Lars Barfoed in augustus 2014 aftrad, nam Pape Poulsen diens functie over. Op een partijcongres in september werd hij vervolgens ook officieel verkozen als de nieuwe partijleider. Zijn burgemeesterschap droeg hij op 3 september 2014 over aan zijn partijgenoot Torsten Nielsen.
Pape Poulsen trad als lijsttrekker aan bij de Deense parlementsverkiezingen van 2015 en had de opdracht om zijn partij, na de forse verkiezingsnederlaag van vier jaar eerder, weer omhoog te stuwen. Dat lukte niet: de partij viel onder zijn leiding nog verder terug, tot 3,4% oftewel 6 zetels. Kleiner was de Konservative Folkeparti nooit eerder geweest. Hoewel het liberaal-conservatieve blauwe blok (waar de partij toe behoort) wel een meerderheid had veroverd, gaf de KF aan liever niet mee te doen aan de kabinetsformatie. In plaats daarvan gaf het gedoogsteun aan een minderheidsregering, die slechts bestond uit de partij Venstre van premier Lars Løkke Rasmussen. In november 2016 veranderde dit toen de KF besloot om, samen met Liberal Alliance, alsnog bij Venstre in de regering te stappen. Pape Poulsen werd daarbij aangesteld als minister van Justitie.
De verkiezingen van 2019 verliepen voor de Konservative Folkeparti succesvol: Pape Poulsen slaagde erin het zetelaantal van zijn partij te verdubbelen. Desondanks verloor de rechtse regeringscoalitie toch zijn meerderheid en belandde de KF weer in de oppositie. Daarmee kwam op 27 juni 2019 ook een einde aan Pape Poulsens ministerschap. Toen in december 2022 vervroegde verkiezingen werden gehouden, verloor Pape Poulsen met zijn partij twee van de twaalf zetels.
Pape Poulsen overleed op 2 maart 2024 op 52-jarige leeftijd na een hersenbloeding.
- Gemeinsame Normdatei: 1280573325
- Virtual International Authority File: 2023167625755603660000